# 拉罗什维讷斯
拉罗什维讷斯（法語：La Roche-Vineuse，法語發音：[la ʁɔʃ vinøz]）是法国索恩-卢瓦尔省的一个市镇，属于马孔区。

## 地理
拉罗什维讷斯（46°20'49"N, 4°43'4"E）面积11.96 平方千米，位于法国勃艮第-弗朗什-孔泰大區索恩-卢瓦尔省，该省份为法国中部省份，北起顺时针与科多尔省、汝拉省、安省、罗讷省、卢瓦尔省、阿列省和涅夫勒省接壤。
与拉罗什维讷斯接壤的市镇（或旧市镇、城区）包括：韦尔泽、贝尔泽城、比西耶尔、于里尼、莱泽、普里塞。
拉罗什维讷斯的时区为UTC+01:00、UTC+02:00（夏令时）。

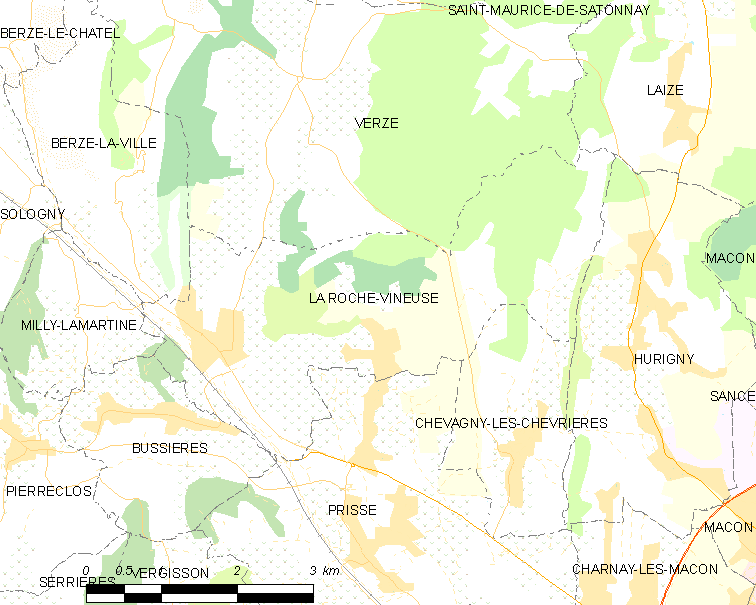
拉罗什维讷斯的OSM定位图

## 行政
拉罗什维讷斯的邮政编码为71960，INSEE市镇编码为71371。

## 政治
拉罗什维讷斯所属的省级选区为于里尼县。

## 人口

1962-2008年间拉罗什维讷斯人口变化图示

拉罗什维讷斯于2022年1月1日时的人口数量为1571人。